# 63式自動步槍
63式7.62毫米自动步枪（简称63式，西方国家往往误称为68式自动步枪）是一款由中華人民共和國基于56式半自动步枪（仿制自SKS）而设计的自动步枪。然而，該武器所使用的轉拴式槍栓操作系统（枪机回转式闭锁）却是来自AK突击步枪系统，而非SKS的偏移式槍栓操作系统（枪机倾斜式闭锁）。1963年完成了设计定型。1969年投入大量生产和装备部队，至1978年停产、撤装。发射7.62×39毫米苏联口徑中間型威力步枪子彈。

## 歷史
63式是为了取代在中国仿制的56式半自动步枪（SKS半自動步槍的仿製型）而设计的，因为当时需要一种结合了56式半自动步枪可精确射击和56式冲锋枪（56式自動步槍在解放军的需求量仍然是太少了）能连发射击的特点，能单发、连发射击的自动步枪（这种概念被称为“步冲合一”），与“突击步枪”概念不同的是更强调保持半自动步枪的特性，实际上是在半自动步枪基础上揉合连发射击功能以加强火力。63式保持56式半自动步枪的单发精度，连发点射精度优于56式冲锋枪。
63式在1959年开始研制，1963年设计定型，在中国命名为“63式7.62mm自动步枪”，并在1968年作为中国人民解放军的制式武器服役。美国和澳大利亚士兵在越南战场初次接触到63式，被外国发现有此种步枪存在，最初以为是可连发射击的SKS，后被称为“68式”。
63式研制之初中国大陸正经历“大跃进”政治运动，在“争上游”这样的时代背景下，63式自动步枪开始研制。之前中国兵器工业尚缺乏独立设计自动步枪的经验以及技术方面的基础。论证、研制、生产阶段都缺乏规范化，63式采用所谓院校、部队、工厂的技术人员“三结合”，边组织研究边筹划试制，论证并不充分，为以后出现问题埋下隐患。63式自动步枪1969年开始量产时只“促生产”没有有效的“控制质量”，设计定型的63式在量产中进行了修改，几项改变造成装备的63式性能、质量明显下降，装备部队后不受欢迎，最终导致至1978年停产，撤装。1979年爆发对越南的边境战争，改进的63式曾短暂恢复生产紧急换装给参战部队。其主要原因是当时解放军部队普遍装备的56式半自动步枪在面对越南军队时明显感到火力不足（越南军队已普遍装备苏制AK突击步枪），而解放军步兵班中的56式冲锋枪数量不足（通常只有班长和副班长才配备）且射击精度不能满足战术要求。因此临时决定恢复装备63式自动步枪（63式兼具精度与火力的性能）。然而随着性能更好的81式自动步枪問世，63式的地位再次被取代。此后、在中国主力部队淘汰下来的63式自动步枪大量装备民兵预备役部队，并用于民间的国防教育和军事训练（学生军训）。
63式的最大的國外用户為阿尔巴尼亚，当时正值中蘇交惡高峰期，阿尔巴尼亚亦因霍查與蘇交惡而友中，故63式大量出口到阿尔巴尼亚。同時63式亦有於越南战争期間援助北越，及於1970年代小批量出口至柬埔寨及其他亚洲非洲国家。63式也有一些出口援助反抗苏联入侵阿富汗的当地的聖戰者。在科索沃戰爭期間的科索沃解放军也有使用由阿爾巴尼亞政府供應的63式。
63式步枪分别在1990年代初向澳大利亚出口和向北美的民用市场销售，快慢机被焊接只能夠半自动射擊。不过它在1993年的检验之中证明此枪可以改回全自动射击，尽管需要一些正確的知识和金属加工的技巧。當地海关虽然试图回收所有63式步枪，但仍然有许多人并没有交出，因此目前仍然未知它有多少已经被回收。
目前亦有证据已经证明一些63式步枪正在印度尼西亚摩鹿加群岛西巴布亞省的OPM的叛军手中，孟加拉多场武裝衝突中亦有出現63式步枪踪跡。但目前仍然未有实质的证据证明那些63式步枪是否来自澳大利亚，这是因为中国政府未有公布实际“卖出”的数字，尽管其他有关各方仍然关注。

## 设計细節
63式是可选择单、连发射击的突擊步槍，整体结构以56式半自动步枪为基础，自动机借鉴56式冲锋枪（仿制自AK-47）结构。自动机质量中心距与枪管轴线的距离靠拢（后来研制81式自动步枪研制继承了这一思路），以及完全重新设计导气系统采取气体调节器结构，正常条件下射击用小气孔减少撞击能量保证自动机运动平稳，严酷情况下射击用大气孔保证动作可靠性。63式使用容量20发（比56式冲锋枪容量30发少）的專用彈匣，后来改进型63式更改可使用56式冲锋枪的30发标准弹匣，但使用前需要經過輕微改动（把槍機上的空仓挂机装置拆除）以便适应。快慢机选择杆位于扳機護環前端，可用食指操作。63式步枪沿用了56式半自动步枪的固定式可折叠三棱刺刀，膛口装置直接使用标准的普通弹或空包彈发射枪榴弹。此槍於全自动射击时可控性极强，有经验的士兵能够轻易地打出散布非常密集的短点射，这一点在越南战场上的几次战斗交火中得到了证明，解放军对该枪的操作经验也证明了这一点。
63式之主要缺陷是设计思想过于陈旧，缺乏现代化突击步枪的轻便性、通用性和功能多样性，值得改进的余地实在有限。其拥有舊式大火力步枪的長射程及高精度，但是枪身过长、过重，此等設計理念於定型投产时即告过时，一如美国在1960年代介入越南战争时初期使用的M14步枪。當時的战争形态相比二战时期已发生很大变化，更多是近战、突击作战，而非於开阔地带以步枪阻止远距离敌人的进攻，或者依靠刺刀作为近距离白刃战的装备。
此外，其因本身的设计缺陷和制造時因自身工艺水平而对步枪进行的大幅度修改，从而导致质量问题，改版枪在使用中表现出的可靠性极低，装备63式的部队意见很大，因此使其声誉受損。解放军部隊对该步枪的结论是：该枪并不可靠。虽然采取了补救措施，但由於表现欠佳且有更多其他选择（例如同为中国仿制AK的56式），从而导致63式步枪最后在1978年从解放军部隊撤裝，重新裝備56式半自动步枪和56式自動步槍。随着新型81式自动步枪的定型和装备，最终取代了56式半自动步枪和56式自动步枪。

## 裝填方式
63式步枪可以利用4种不同的方式來装填，包括：
1. 空的20发可卸式彈匣能够在不卸下的情况下，向弹匣内装填子彈。一直拉动机柄致后，關上槍栓鎖，然后把SKS型的10发7.62×39毫米橋夾（也可給AK使用）和通过抛殼口內的机框前部导槽一致的位置和方向装在20发弹匣口并且把一起压入弹匣内。2条橋夾可以装满1个弹匣。依照前項所敘述，如果發現沒有橋夾可用時，將槍栓拉到機匣後方關上槍栓鎖，然後一發一發地將子彈從拋殼口填入至彈匣滿載為止。[3]
2. 可以把空的20发弹匣拆卸下來，然后换上下一个20发弹匣。[3]
3. 空的20发弹匣亦可预装以後裝在63式上相同位置。[3]
4. 如果槍栓上的無彈後定装置已被取下，亦可以使用56式自動步槍预装好的30发标准弹匣。[3]

## 使用國

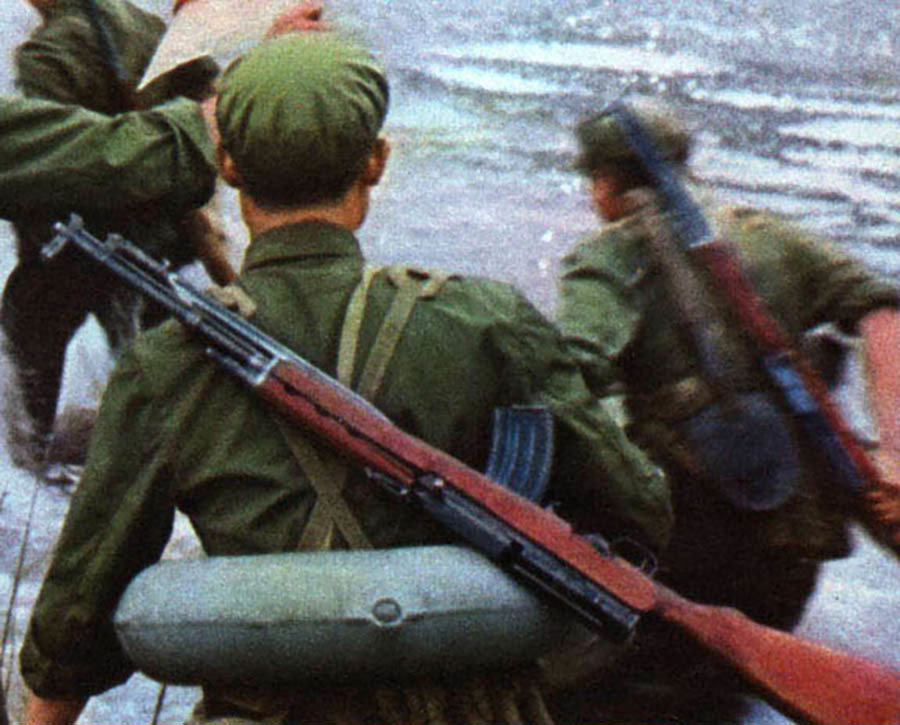
背著63式步枪準備渡河的中国人民解放军陸軍士兵

- 阿尔巴尼亚
- 柬埔寨
- 中华人民共和国
- 马达加斯加
- 多哥
- 越南

### 非國家團體
- 聖戰者：1979年阿富汗戰爭期間使用。

## 登場作品

### 電子遊戲
- 2020年—《決勝時刻：黑色行動冷戰》：命名為“Type 63”，只能半自動射擊，載彈量25發，作為遊戲中的一種“戰術步槍”登場。戰役模式中由中央情報局特別活動部所屬的主角，“鈴”於關卡“紅燈綠燈”所使用。聯機模式中則作為解鎖武器登場，並可作定製改裝。

## 資料來源
1. 1 2  .   [2008-11-01]. （原始内容存档于2008-11-09）.
2. ↑  . Gunner's Den.   [2008-11-01]. （原始内容存档于2008-10-10）.
3. 1 2 3 4  .   [2008-11-01]. （原始内容存档于2008-03-09）.

## 外部連結
- （英文）—Modern Firearms—Type 63 (68) assault rifle
- （英文）—Sinodefence.com.—Type 63 Rifle
- （英文）—Tactical-Life.com—Foreign Firepower: 5 Chinese Assault Rifles（页面存档备份，存于）
- （日語）—日本周辺国の軍事兵器（页面存档备份，存于）
- （简体中文）—D Boy Gun World（槍炮世界）—63式自动步枪（页面存档备份，存于）
- （简体中文）—轻兵器—中国63式自动步枪